# Langues trans-fly orientales
Les langues trans-fly orientales sont une famille de langues papoues parlées dans le sud de la Papouasie-Nouvelle-Guinée et dans les îles du détroit de Torres, en Australie.

## Classification
Les langues trans-fly orientales sont une famille de langues qui n'est reliée à aucune autre famille de langues papoues.

## Liste des langues
Les langues trans-fly orientales sont au nombre de quatre :
- bine
- gizrra
- meriam
- wipi

## Sources
- (en) Malcolm Ross, 2005, Pronouns as a preliminary diagnostic for grouping Papuan languages, dans Andrew Pawley, Robert Attenborough, Robin Hide, Jack Golson (éditeurs) Papuan pasts: cultural, linguistic and biological histories of Papuan-speaking peoples, Canberra, Pacific Linguistics. pp. 15–66.